# Best Friend (Kiroroの曲)
「Best Friend」（ベスト・フレンド）は、Kiroroの10枚目のシングル。2001年6月6日にビクターエンタテインメントから発売された。

## 解説
NHK連続テレビ小説『ちゅらさん』主題歌。ヒット曲となり、『第52回NHK紅白歌合戦』に出場した。2002年12月発表アルバム『Four Leaves Clover』には、アレンジの異なるバージョンが収録された。
ヴォーカルの玉城がぶつかったり落ち込んだりすることが多い自分をいつもなぐさめてくれる金城に向けての感謝の思いを綴った歌で「親友に贈る歌」として認知されており、卒業式で歌われることも多い。
サビの歌詞である「ありがとう、ありがとう、Best Friend」の「ありがとう」の部分を「おめでとう」に変えて親友の結婚式で歌うことも定番化している。
2010年3月1日からフジテレビ系にて4夜連続放送のオムニバスドラマ『卒うた』で、この曲をテーマとした第1夜「Best Friend」が志田未来主演で放送された。
2016年公開のディズニーおよびピクサーの劇場アニメ『アーロと少年』の日本語吹き替え版エンディングテーマに「Best Friend」の新録版が採用された。
『ちゅらさん』にて同曲が使われる際「ずっと見守っているからって笑顔で、いつものように抱きしめた」の部分を編集し「いつものように強く抱きしめた」というオリジナルの歌詞が流れる。ロングVerを流す場合はサビがフルサイズで使われている。

## 収録曲
全編曲：重実徹
1. Best Friend
  - 作詞・作曲：玉城千春
2. again
  - 作詞・作曲：金城綾乃
3. Best Friend（Backing Track）
4. again（Backing Track）

## 演奏
Best Friend 
- 重実徹：Piano, Organ
- 小倉博和：Acoustic Guitar
- 野口明彦：Drums
- 渡辺等：Wood Bass

again 
- 重実徹：Keyboards, Computer Programming
- 古川望：Guitars

## 収録作品(#1)
| 発売日         | タイトル                                                                           | 規格品番   |
| -------------- | ---------------------------------------------------------------------------------- | ---------- |
| 2002年02月21日 | ベスト・アルバム『Kiroroのうた①』                                                  | VICL-60835 |
| 2002年12月18日 | オリジナル・アルバム『Four Leaves Clover』(Album version)                          | VICL-61050 |
| 2005年11月23日 | DVD『「すばらしき日々」～Kiroro Clips&Live～』                                     | VIBL-280   |
| 2006年03月29日 | ベスト・アルバム『キロロのいちばんイイ歌あつめました』                             | VICL-61911 |
| 2006年06月07日 | 『THANK YOU!! 監修:めざましテレビ』                                                | VICL-61949 |
| 2007年01月24日 | 『ビリーブII～歌い継がれる卒業式のうた、新しい卒業式のうた(改定版)』               | VICS-61255 |
| 2007年03月07日 | 金城綾乃『キロロのほーら、泣きやんだ!』                                            | VICL-62264 |
| 2008年12月24日 | 『VeCTORY! 1999 - 2002』                                                           | 配信限定   |
| 2010年02月17日 | 『たびだちのうた』                                                                 | MHCL-1698  |
| 2014年02月26日 | 『旅立ちSONGS ～大切な人に贈る歌～』                                               | UICZ-8139  |
| 2015年06月10日 | 『R40'S SURE THINGS!! Around 40'S SURE THINGS ありがとうソングス』                 | TKCA-74231 |
| 2016年03月09日 | ベスト・アルバム『子供といっしょにききたいキロロのうた』(～Mother Earth Version～) | VICL-64540 |

## カバー
Best Friend
- 保田圭 - アルバム『FS5〜卒業〜』（2004年）でカバーした。
- 芦田愛菜 - アルバム『Happy Smile!』（2011年）でカバーした。この曲は発売元のユニバーサルミュージックがホームページで募集した、「ママが選ぶ愛菜ちゃんに歌ってほしいカバー曲」上位2曲のうちの1曲（もう1曲は荒井由実の「やさしさに包まれたなら」）。
- ダイスケ - シングル『ドレミ』（2014年）に収録。
- 三浦あずさ(たかはし智秋)feat.秋月律子（若林直美） - 『THE IDOLM@STER MASTER ARTIST 2 -SECOND SEASON- 03 三浦あずさ』
- Hearts Grow - ミニアルバム『サマーチャンプルー』
- 熊木杏里 ｰ 損保ジャパン日本興亜CMソング『気をつけて』編[3]として、2019年5月13日に配信限定リリース[4]。
- ひーなー（鬼頭明里）&かーなー（ファイルーズあい） - テレビアニメ『沖縄で好きになった子が方言すぎてツラすぎる』エンディングテーマ。カバーシングル『「沖縄で好きになった子が方言すぎてツラすぎる」Cover Songs』に収録[5]。